# Quercus (Band)
Quercus ist eine 2001 gegründete Funeral-Doom-Band.

## Geschichte
Lukáš Kudrna und Ondřej Klášterka gründeten Quercus 2001 im tschechischen Pilsen als Nebenprojekt zum Post-Black-Metal-Projekt Umbrtka. In den ersten aktiven Jahren der Band erschienen zwei Demos, eine EP sowie zwei Split-Alben. Die ersten Veröffentlichungen, die Demo-Aufnahmen sowie die Split-Alben mit The River und Oktor sowie mit Mistress of the Dead und die EP Nenia, welche über Foreshadow Productions und GS Productions erschienen wurden nur selten Rezensiert, sofern berücksichtigt wurden sie jedoch positiv besprochen. So hob Kostas Panagiotou von Pantheist in seinen Besprechungen beider Demos sowie der EP für Doom-Metal.com die atmosphärische Qualität der Gruppe hervor.
Mit ihrem 2007 über Deserted Factory erschienenem ersten Album Postvorta wurde die Gruppe unter Kritikern und damit unter Anhängern des Genres als avantgardistische Funeral-Doom-Band bekannt. Nach dem Erscheinen von Postvorta vergingen sieben Jahre bis zur Veröffentlichung des zweiten Studioalbums Sfumato über Moscow Funeral League Records im Jahr 2014. Sfumato wurde international lobend rezipiert.
Den Verlag des 2016 nachfolgenden Albums Heart with Bread übernahm erneut Moscow Funeral League Records, allerdings kooperativ mit dem international renommierten Death- und Funeral-Doom-Label Solitude Productions. Zu den Aufnahmen brachte sich erstmals ein professioneller Organist als Gastmusiker ein. Erneut erhielt das Album internationale Resonanz, diesmal jedoch gab es erstmals Kritiken die Heart with Bread als eher mittelmäßige Veröffentlichung beurteilten, während andere Rezensenten das Album den Vorgängern ähnlich hoch bewerteten.
Nachdem Quercus 2018 das frühe Material der Gruppe ohne Nachbearbeitung als Kompilation Kverulant & Nenia über GS Productions veröffentlichte, erschien 2019 mit Verferum bereit das nächste neue Studioalbum. Mit dem Organisten Marek Pišl trat Quercus hierbei erstmals als Trio in Erscheinung. Das erneut über Moscow Funeral League Records veröffentlichte Album wurde international positiv beurteilt, im Verhältnis zu vorherigen Veröffentlichungen jedoch weniger überschwänglich gelobt.

## Stil
Die von Quercus gespielte Musik wird dem Funeral Doom zugerechnet. Rezensenten beschreiben den dargebrachten Stil als eigenständig und avantgardistisch. Zum Vergleich werden Interpreten wie Until Death Overtakes Me, Worship, Unholy und Bethlehem bemüht.
Als Besonderheit wird der dominante Einsatz der  Orgel als Leadinstrument hervorgehoben. Das Arrangement bleibt konstant langsam gilt jedoch als innovativ und vielschichtig. Der Gesang wird vornehmlich guttural gegrowlt, dennoch gilt auch der Gesang als variabel hervorgehoben. Das Gitarrenspiel ist vom Wechsel zwischen filigran gespielten Akkordfolgen und schwerem sowie tiefem Riffing geprägt.

## Diskografie
- 2002: Kverulant (Demo, Selbstverlag)
- 2002: Promo 2002 (Demo, Selbstverlag)
- 2004: Nenia (EP, Foreshadow Music)
- 2005: Nenia/Oneiric Dirges in Mono/EP (Split-Album mit The River und Oktor, Foreshadow Productions)
- 2006: Mistress of the Dead/Quercus (Split-Album mit Mistress of the Dead, GS Productions)
- 2007: Postvorta (Album, Deserted Factory)
- 2014: Sfumato (Album, MFL Records)
- 2016: Heart with Bread (Album, Solitude Productions/MFL Records)
- 2018: Kverulant & Nenia (Kompilation, GS Productions)
- 2019: Verferum (Album, MFL Records)